# Castroville, Texas
Castroville är en ort i Medina County i Texas. Orten har fått sitt namn efter grundaren Henri Castro. De första invånare kom från Elsass i östra Frankrike och från Baden i södra Tyskland. Därför kallas staden också för Lilla Elsass i Texas.
Countyt grundades år 1848 och Castroville utsågs till dess huvudort. År 1892 flyttades huvudorten till Hondo. Castroville hade 2 680 invånare enligt 2010 års folkräkning.